# Dorn-Assenheim
Dorn-Assenheim ist ein Stadtteil von Reichelsheim im Wetteraukreis in Hessen. Im Volksmund heißt Dorn-Assenheim Schloggebach.

## Geographie
Dorn-Assenheim liegt in der Wetterau und ist der südlichste Stadtteil von Reichelsheim.

## Geschichte

### Mittelalter
Die älteste erhaltene Erwähnung des Ortes stammt von 1237 mit dem damals verwendeten Namen Massinheim.

### Frühe Neuzeit

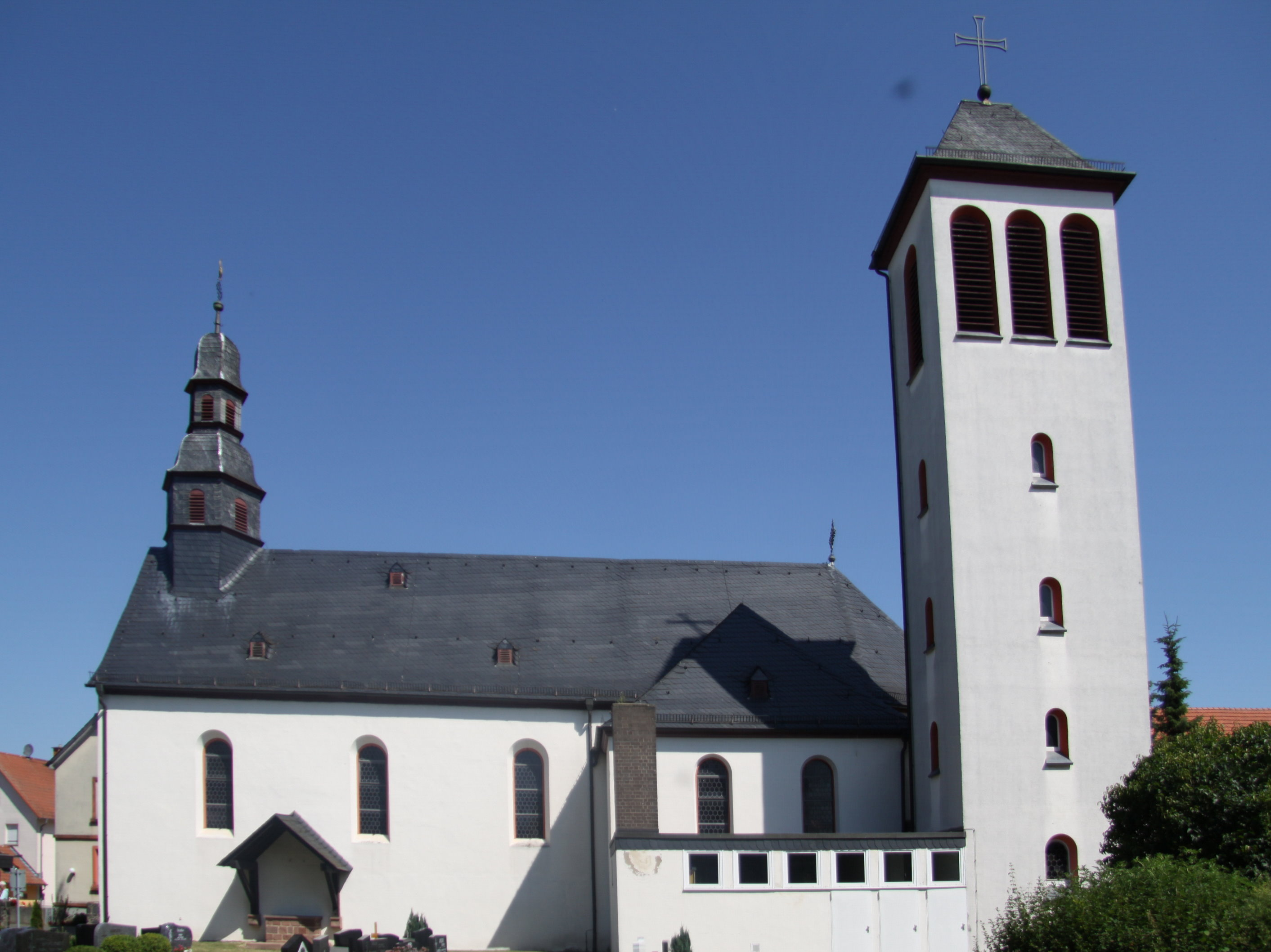
St. Maria Magdalena (kath. Kirche)

Am Ende des Heiligen Römischen Reiches war das Dorf ein Kondominium. Das Dorf war zur einen Hälfte ein Mannlehen der Fürstabtei Fulda an die Freiherrn von Franckenstein zu Ockstadt. Die andere Hälfte gehörte den Herren von Franckenstein gemeinschaftlich mit den Grafen von Schönborn als Mannlehen des Hochstift Worms.

### Neuzeit
Mit der Rheinbundakte von 1806 wurde das Dorf Teil des Herzogtums Nassau und dort dem Amt Reichelsheim zugeordnet. Mit Schreiben vom 12. September 1806 wurde der von Franckenstein'sche Amtsverwalter angewiesen, seine Amtsgeschäfte weiter zu betreiben, dies jedoch in herzoglichem und fürstlichem Namen zu tun. Die Mediatisierung fand jedoch zunächst auf dem Papier statt. In einem Schreiben vom 7. Oktober 1806 wies das Amt Reichelsheim die Einwohner an, in Rechtsangelegenheiten das Amt Reichelsheim aufzusuchen. Dies wurde jedoch nicht umgesetzt. In einem Bericht der Regierung des Herzogtums Nassau vom 17. Oktober 1809 wurde aufgeführt, dass die bisherigen Grundherren weiterhin die Patrimonialgerichtsbarkeit in erster und mittlerer Instanz wahrnähmen. Formell waren die hoheitlichen und die grundherrlichen Rechte zwar getrennt worden, sie wurden aber durch die grundherrlichen Beamten in Personalunion wahrgenommen. Der Grund, warum das Herzogtum Nassau seine Position nicht wirksam durchsetzen konnte, war die Lage des Ortes: Das Amt Reichelsheim war eine nassauische Exklave, inmitten des Großherzogtums Hessen. Eine Entsendung von Polizei oder Militär war dadurch erschwert.
Mit der Konsolidierung der politischen Situation in Deutschland nach dem Wiener Kongress kam es auch zu einer abschließenden Regelung für Dorn-Assenheim. Die beiden Grundherren verzichteten auf die Patrimonialgerichtsbarkeit. Ab dem 1. Januar 1816 erhielt von Franckenstein dafür eine Entschädigung von 200 Gulden und von Schönborn von 55 Gulden. Daneben erhielten deren Gerichtshalter 100 und 20 Gulden. Mit dieser Einigung war die Mediatisierung abgeschlossen.
Nach dem Deutschen Krieg wurde Nassau von Preußen annektiert. In Art. 15 Nr. 3 des Friedensvertrags vom 3. September 1866 zwischen Preußen und dem Großherzogtum Hessen wurde ein Gebietstausch vereinbart, das Amt Reichelsheim – und damit Dorn-Assenheim – dem Großherzogtum zugeschlagen, wo es dem Landkreis Friedberg (Hessen) zugeordnet wurde. Die Folge des Übergangs an das Großherzogtum Hessen war, dass ein verschachteltes Partikularrecht galt: Neben dem hessischen Recht galt nassauisches Recht, das wiederum Mainzer Landrecht überlagerte und – gewohnheitsrechtlich – galt zudem Titel 28 des Solmser Landrechts (eheliches Güterrecht), aber nicht in vollem Umfang. Erst das Bürgerliche Gesetzbuch, das einheitlich im ganzen Deutschen Reich galt, setzte zum 1. Januar 1900 das alte Partikularrecht außer Kraft.
Hessische Gebietsreform (1970–1977)
Dorn-Assenheim wurde im Zuge der Gebietsreform in Hessen zum 1. Februar 1972 mit der Gemeinde Beienheim, ebenfalls aus dem Altkreis Friedberg, sowie den Gemeinden Blofeld und Heuchelheim aus dem Altkreis Büdingen, mit der Stadt Reichelsheim zusammengeschlossen.

## Bevölkerung
Einwohnerstruktur 2011
Nach den Erhebungen des Zensus 2011 lebten am Stichtag dem 9. Mai 2011 in Dorn-Assenheim 1212 Einwohner. Darunter waren 102 (8,4 %) Ausländer. Nach dem Lebensalter waren 213 Einwohner unter 18 Jahren, 555 zwischen 18 und 49, 234 zwischen 50 und 64 und 210 Einwohner waren älter. Die Einwohner lebten in 474 Haushalten. Davon waren 129 Singlehaushalte, 135 Paare ohne Kinder und 156 Paare mit Kindern, sowie 42 Alleinerziehende und 12 Wohngemeinschaften. In 75 Haushalten lebten ausschließlich Senioren und in 324 Haushaltungen lebten keine Senioren.
Einwohnerentwicklung
| Dorn-Assenheim: Einwohnerzahlen von 1834 bis 2022 | Dorn-Assenheim: Einwohnerzahlen von 1834 bis 2022 | Dorn-Assenheim: Einwohnerzahlen von 1834 bis 2022 | Dorn-Assenheim: Einwohnerzahlen von 1834 bis 2022 | Dorn-Assenheim: Einwohnerzahlen von 1834 bis 2022 |
| --- | ------------------------------------------------- | ------------------------------------------------- | ------------------------------------------------- | ------------------------------------------------- |
| Jahr |                                                   |                                                   |                                                   | Einwohner                                         |
| 1834 | 1834                                              |                                                   | 555                                               | 555                                               |
| 1840 | 1840                                              |                                                   | 617                                               | 617                                               |
| 1846 | 1846                                              |                                                   | 695                                               | 695                                               |
| 1852 | 1852                                              |                                                   | 687                                               | 687                                               |
| 1858 | 1858                                              |                                                   | 664                                               | 664                                               |
| 1864 | 1864                                              |                                                   | 628                                               | 628                                               |
| 1871 | 1871                                              |                                                   | 649                                               | 649                                               |
| 1875 | 1875                                              |                                                   | 645                                               | 645                                               |
| 1885 | 1885                                              |                                                   | 633                                               | 633                                               |
| 1895 | 1895                                              |                                                   | 600                                               | 600                                               |
| 1905 | 1905                                              |                                                   | 597                                               | 597                                               |
| 1910 | 1910                                              |                                                   | 599                                               | 599                                               |
| 1925 | 1925                                              |                                                   | 627                                               | 627                                               |
| 1939 | 1939                                              |                                                   | 619                                               | 619                                               |
| 1946 | 1946                                              |                                                   | 875                                               | 875                                               |
| 1950 | 1950                                              |                                                   | 905                                               | 905                                               |
| 1956 | 1956                                              |                                                   | 863                                               | 863                                               |
| 1961 | 1961                                              |                                                   | 846                                               | 846                                               |
| 1967 | 1967                                              |                                                   | 851                                               | 851                                               |
| 1970 | 1970                                              |                                                   | 891                                               | 891                                               |
| 1980 | 1980                                              |                                                   | ?                                                 | ?                                                 |
| 1990 | 1990                                              |                                                   | ?                                                 | ?                                                 |
| 2000 | 2000                                              |                                                   | ?                                                 | ?                                                 |
| 2011 | 2011                                              |                                                   | 1.212                                             | 1.212                                             |
| 2022 | 2022                                              |                                                   | 1.216                                             | 1.216                                             |
| Datenquelle: Historisches Gemeindeverzeichnis für Hessen: Die Bevölkerung der Gemeinden 1834 bis 1967. Wiesbaden: Hessisches Statistisches Landesamt, 1968. Weitere Quellen: LAGIS; Zensus 2011; 2022 |                                                   |                                                   |                                                   |                                                   |

Historische Religionszugehörigkeit
| • 1961: | 70 evangelische (= 8,27 %), 764 katholische (= 90,31 %) Einwohner |

## Sehenswürdigkeiten
- Gesamtanlage Dorn-Assenheim
- Friedhof, Gedenkstätte
- Kirchplatz 1, katholische Pfarrkirche St. Maria Magdalena
- Kirchplatz o. Nr., Gedenkstätte
- Untergasse 15
- Wetteraustraße 11
- Wetteraustraße 12
- Wetteraustraße 17
- Wetteraustraße o. Nr., Brunnen
- Wetteraustraße o. Nr., Gedenkstätte für die Opfer des Deutsch-Französischen Krieges 1870/71

## Wirtschaft und Infrastruktur

### Verkehr
Durch den Ort führt die Landesstraße 3187.
Der öffentliche Personennahverkehr wird durch die Buslinie FB03 sichergestellt.

### Einrichtungen
Die katholische Kindertagesstätte „St. Elisabeth“ steht für die kleinen Einwohner zur Verfügung.

## Persönlichkeiten
- Leopold Friedrich Schmidt (* 23. Januar 1846 in Dorn-Assenheim; † 24. September 1914 in Bellingham, Washington, USA), Gründer der Olympia Brewing Company in Tumwater, Washington
- Friedel Münch (* 6. Februar 1927 in Dorn-Assenheim; † 27. April 2014 in Altenstadt), Konstrukteur und Hersteller der gleichnamigen Motorräder
- Marc Oliver Kempf (* 28. Januar 1995 in Lich), Fußballprofi
- Daniel Holbe (* 7. April 1976 in Friedberg), Schriftsteller[8]